# Eulen (Kürten)

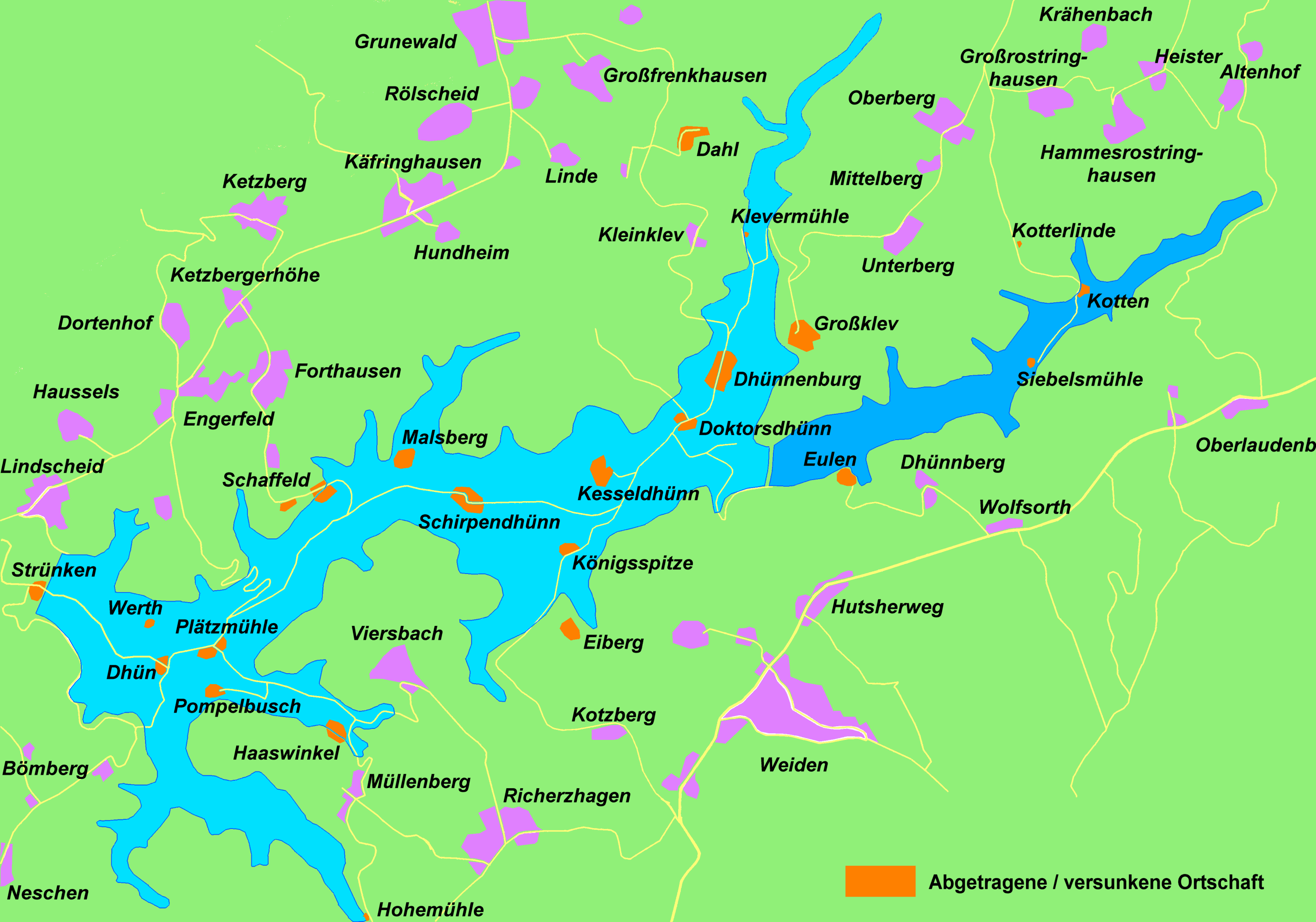
Karte der Großen Dhünntalsperre mit Lage von Eulen

Eulen war ein Ortsteil von Kürten, der in der zwischen 1975 und 1985 erbauten und 1988 eröffneten Großen Dhünntalsperre versunken ist.

## Geschichte
Der Ortsname Eulen leitet sich nicht von der Gattung der Eulenvögeln ab, sondern ist eine Form von uowa, *ouwale, *ouwila in der Bedeutung Wasserland, eine von mehreren Seiten von Wasser umgebene Flusswiese. Andere Formen diesen häufigen Namenstypus sind -ohl und -auel.
Aus der Charte des Herzogthums Berg 1789 von Carl Friedrich von Wiebeking geht hervor, dass Eulen zu dieser Zeit Teil der Oberhonschaft im Kirchspiel Kürten im Landgericht Kürten war. Er benennt den Ort als Uhlen.
Unter der französischen Verwaltung zwischen 1806 und 1813 wurde das Amt Steinbach aufgelöst und Eulen wurde politisch der Mairie Kürten im Kanton Wipperfürth im Arrondissement Elberfeld zugeordnet. 1816 wandelten die Preußen die Mairie zur Bürgermeisterei Kürten im Kreis Wipperfürth.
Eulen gehörte zu dieser Zeit zur Gemeinde Bechen.
1822 lebten 45 Menschen im als Hof kategorisierten und Eulen bezeichneten Ort.
1830 hatte der Ort 49 Einwohner.
Der 1845 laut der Uebersicht des Regierungs-Bezirks Cöln als Weiler kategorisierte Ort besaß zu dieser Zeit sechs Wohnhäuser. Zu dieser Zeit lebten 68 Einwohner im Ort, davon alle katholischen Bekenntnisses.
Die Gemeinde- und Gutbezirksstatistik der Rheinprovinz führt Eulen 1871 mit zwölf Wohnhäusern und 51 Einwohnern auf.
Im Gemeindelexikon für die Provinz Rheinland von 1888 werden zehn Wohnhäuser mit 57 Einwohnern angegeben.
1895 hatte der Ort neun Wohnhäuser und 45 Einwohner.
1905 besaß der Ort neun Wohnhäuser und 36 Einwohner und gehörte konfessionell zum katholischen Kirchspiel Kürten.
1927 wurden die Bürgermeisterei in das Amt überführt. In der Weimarer Republik wurden 1929 die Ämter Kürten mit den Gemeinden Kürten und Bechen und Olpe mit den Gemeinden Olpe und Wipperfeld zum Amt Kürten zusammengelegt. Der Kreis Wipperfürth ging am 1. Oktober 1932 in den Rheinisch-Bergischen Kreis mit Sitz in Bergisch Gladbach auf.
1975 entstand aufgrund des Köln-Gesetzes die heutige Gemeinde Kürten, zu der neben den Ämtern Kürten, Bechen und Olpe ein Teilgebiet der Stadt Bensberg mit Dürscheid und den umliegenden Gebieten kam.
In Eulen  gab es zuletzt noch acht Häuser, die weitab von anderen Ansiedlungen standen. Man musste über unbefestigte Feldwege steil bergauf nach Hutsherweg oder Dhünnberg gehen, um von dort leicht bergab über Doktorsdhünn nach Eulen zu kommen. Durch den Bau der älteren Talsperre war die Ortschaft seit dem Ende der 1950er Jahre nicht mehr bewohnt.

## Sonstiges
Eine nette Geschichte berichtet über den „Altrüscher van Ülen“, der hier von etwa 1880 bis 1930 wohnte. Sein Name war Förster. Obwohl er auch neue Sachen verkaufte, waren seine alten „Klamotten“, wie Anzüge, Wäsche und Schuhe besonders gefragt. Diese Angebote brachten das ganze Jahr über Kundschaft von nah und fern nach Eulen, die entweder etwas verkaufen oder preiswert einkaufen wollten. Das machte den Ort in der ganzen Umgebung berühmt.